# الأمير فيجايا
الأمير فيجايا (بالسنهالية: විජය විජය) كان أول ملك سنهالي تقليدي لسريلانكا، وهو مذكور في سجلات بالي، وفي محلمة (شعرية) ماهافامسا. وفقًا لهذه السجلات، فهو أول ملك مسجل لسريلانكا. يرجع تاريخ حكمه إلى 543-505 قبل الميلاد. وفقًا للأساطير، جاء هو وعدة مئات من أتباعه إلى لانكا بعد طردهم من مملكة هندية. وفي لانكا، هجروا السكان الأصليين للجزيرة (ياكّهاس)، وأنشأوا مملكة خاصة بهم وأصبحوا أسلاف الشعب السنهالي الحديث.